# Козян
44°42′ пн. ш. 15°32′ сх. д. / 44.70° пн. ш. 15.54° сх. д.
Козян (хорв. Kozjan) — населений пункт у Хорватії, у Лицько-Сенській жупанії у складі громади Плитвицька Єзера.

## Населення
Населення за даними перепису 2011 року становило 0 осіб.
Динаміка чисельності населення поселення:

## Клімат
Середня річна температура становить 6,43 °C, середня максимальна – 20,08 °C, а середня мінімальна – -8,24 °C. Середня річна кількість опадів – 1447 мм.
| Клімат поселення                              | Клімат поселення | Клімат поселення | Клімат поселення | Клімат поселення | Клімат поселення | Клімат поселення | Клімат поселення | Клімат поселення | Клімат поселення | Клімат поселення | Клімат поселення | Клімат поселення | Клімат поселення |
| Показник                                      | Січ.             | Лют.             | Бер.             | Квіт.            | Трав.            | Черв.            | Лип.             | Серп.            | Вер.             | Жовт.            | Лист.            | Груд.            |                  |
| Середній максимум, °C                         | 4,18             | 4,58             | 7,39             | 11,37            | 16,26            | 19,61            | 20,08            | 19,74            | 15,88            | 11,58            | 6,57             | 2,85             |                  |
| Середня температура, °C                       | −2,03            | −1,63            | 1,18             | 5,16             | 10,04            | 13,40            | 15,80            | 15,48            | 11,60            | 7,32             | 2,31             | −1,42            |                  |
| Середній мінімум, °C                          | −8,24            | −7,84            | −5,04            | −1,06            | 3,82             | 7,20             | 11,54            | 11,20            | 7,34             | 3,05             | −1,96            | −5,69            |                  |
| Норма опадів, мм                              | 102              | 106              | 111              | 126              | 109              | 111              | 76               | 95               | 133              | 154              | 179              | 145              |                  |
| Середньомісячна швидкість вітру, м/с          | 2.71             | 2.83             | 2.98             | 2.84             | 2.62             | 2.34             | 2.28             | 2.18             | 2.36             | 2.60             | 2.86             | 2.97             |                  |
| Середньомісячна сонячна радіація, кДж/м²·день | 4691             | 7346             | 10744            | 15108            | 19099            | 21076            | 22699            | 19501            | 14636            | 9519             | 5111             | 3951             |                  |
| --------------------------------------------- | ---------------- | ---------------- | ---------------- | ---------------- | ---------------- | ---------------- | ---------------- | ---------------- | ---------------- | ---------------- | ---------------- | ---------------- | ---------------- |
| Джерело:                                      |                  |                  |                  |                  |                  |                  |                  |                  |                  |                  |                  |                  |                  |